# Кудзи (река)
Кудзи (яп. 久慈川 кудзи-гава) — река в Японии на острове Хонсю. Протекает по территории префектур Фукусима, Тотиги и Ибараки.
Исток реки находится под горой Ямидзо-Яма (высотой 1022 м). Она течёт на северо-восток по территории префектуры Фукусима, после чего поворачивает на юг и протекает через горные массивы Ямидзо и Абукума. Ниже она течёт по аллювиальной равнине и впадает в Тихий океан у города Хитати. Длина реки составляет 124 км, на территории её бассейна (1490 км²) проживает около 200000 человек. Согласно японской классификации, Кудзи является рекой первого класса.
Крупнейшими притоками Кудзи являются реки Накура (длина 10 км, площадь бассейна 26 км²), Ямидзо (длина 14,8 км, площадь бассейна 76 км²), Оси (длина 25 км, площадь бассейна 88 км²), Ямада и Сато. Верховья представляют собой покрытые лесом крутые горы. После этого река протекает через сельскохозяйственную равнину. На реке нет значительных гидротехнических сооружений, препятствующих течению.
Среднегодовая норма осадков в бассейне реки составляет 1360 мм в год. Высота истока — около 1 км. Около 80,6 % бассейна реки занимают горы, около 16,9 % — равнины, около 2,5 % — водные объекты.
В XX веке крупнейшие наводнения происходили в 1920, 1938, 1961, 1986 и 1991 годах. Во время наводнения 1920 года 2.802 домов было затоплено, во время наводнения 1961 года 341 дом был полностью затоплен.
В октябре 2019 в результате тайфуна Хагибис Кудзи вышла из берегов и затопила большие территории. Серьёзно пострадали районы города Хитати: Ота и Омия.